# Alfta GIF
Alfta GIF (fullständigt namn Alfta Gymnastik- och Idrottsförening) är en idrottsförening i Alfta som bildades 10 november 1900. Efter en uppdelning av verksamheterna 2002 är Alfta GIF numera en allians bestående av tre fristående föreningar:
- Alfta GIF Handbollsförening (även Alfta GIF eller Alfta GIF Handboll)
- Alfta GIF Ishockeyförening (även Alfta GIF eller Alfta Hockey)
- Alfta GIF Fotbollsklubb (även Alfta GIF eller Alfta GIF Fotboll)

Föreningen spelade bandy i högsta divisionen säsongen 1940-41 men den verksamheten är numera nedlagd liksom skid- och friidrottssektionen. Alfta GIF har tidigare spelat fotboll i den tredje högsta divisionen.